# Канга, Жарделль
Жарде́лль Канга́ (швед. Jardell Kanga; 13 декабря 2005, Стокгольм) — шведский футболист, нападающий клуба «Хаммарбю», выступающий на правах аренды за финский «Ильвес».

## Клубная карьера
Канга — воспитанник клуба «Броммапойкарна». Начал взрослую карьеру в 2021 году в «Эттане» и стал самым молодым дебютантом в истории в возрасте 15 лет и 3 месяцев, самым молодым бомбардиром в истории и помог добиться продвижения в Суперэттан в том сезоне. 20 января 2022 года перешёл в «Байер» из Леверкузена и был переведён в команду U19.
1 февраля 2024 года Канга присоединился к «Де Графсхапу» на правах аренды до конца сезона.

## Карьера в сборной
Канга — игрок сборной Швеции, выступавший за сборную Швеции до 17 лет, и её рекордный бомбардир на этом уровне. Представлял страну на юношеском чемпионате Европы до 17 лет 2022 года, где его команда вылетела на групповом этапе.